# Marion Dampier-Jeans
Marion Dampier-Jeans, född 1950 i danska Slagelse, är en dansk-brittisk författare och medium. Utöver sin spiritualistiska verksamhet i olika kyrkor, och sitt författarskap, har hon också medverkat i TV-programmen Andarnas makt och Förnimmelse av mord. 

## Biografi
Marion Dampier-Jeans far var dansk och hennes mor norska. 1969 flyttade hon till England och började som 19-åring ta småjobb i spiritualistkyrkor runt om i London. Om detta har hon berättat att det var mycket svårt i början och att hon även blev utsparkad från några kyrkor som inte tyckte att ett "ungt utländskt medium skulle arbeta för Andevärlden i deras kyrkor". Dock gav hon inte upp utan fortsatte att verka som medium i England i många år, såväl inom oberoende spiritualistiska kyrkor som mer religiösa, och även inom den största organisationen, Spiritualist National Union (SNU). En stor del av hennes arbete som medium sker dock i hennes eget hem i Waterloo, London, där hon tar emot personer från olika religioner och samhällsklasser för "privata sittningar".